# Рёдер, Эрхард Эрнст фон
Эрхард Эрнст фон Рёдер (нем. Erhard Ernst von Röder; 26 июля 1665, Кёнигсберг — 26 октября 1743) — военный министр и министр финансов Королевства Пруссия, с 1739 года — фельдмаршал Пруссии.

## Биография
Родился в Кёнигсберге, княжество Бранденбург-Пруссия, в семье обер-маршала королевского двора.
В 1681 году поступил на бранденбургскую военную службу в качестве кадета.
С 1683 года служил в полку драгун Дерфлингера, позднее перешел служить французскому королю Людовику XIV. Воевал в Каталонии, однако, после открытия кампании на реке Рейн вернулся на службу в Бранденбург.
В 1689 году стал капитаном в полку кронпринца; был ранен при проведении осады Бонна (в 1689 году), воевал при Лезе (в 1691 году).
Участвовал в войне за Испанское наследство, воевал при Гохштедте (в 1704 году), в 1705 году — комендант крепости Плассенбург, сражался при Уденарде (в 1708 году) и Мальплаке (в 1709 году).
После окончания войны вернулся на родину в звании полковника. Был другом короля Пруссии, курфюрста Бранденбурга Фридриха Вильгельм I.
С 1714 года стал генерал-майором, в 1717 году — командиром пехотного полка.
С 1728 года стал командующим войсками, а также крепостями герцогства Пруссия.
В 1734 году в войне за Польское наследство возглавил вспомогательный прусский корпус на реке Рейн.
С 1736 года стал первым государственным и военным министром.
Получил звание генерал-фельдмаршала 5 августа 1739 года.
Умер в своем поместье Юдиттен.